# Paul Dennis Etienne
Paul Dennis Etienne (Tell City, 15 giugno 1959) è un arcivescovo cattolico statunitense, dal 3 settembre 2019 arcivescovo metropolita di Seattle.

## Biografia
Paul Dennis Etienne è nato a Tell City, nell'Indiana, il 15 giugno 2019 ed è il secondo dei sei figli di Paul e Kay Etienne. La sua famiglia ha radici profonde nel sud dell'Indiana che risalgono a diverse generazioni su entrambi i lati. Uno zio è un sacerdote diocesano, una zia è una monaca benedettina. Una sorella, Nicolette, è anch'essa monaca benedettina al monastero di Nostra Signora delle Grazie a Beech Grove, e due fratelli, Zachary e Bernard, sono sacerdoti per la diocesi di Evansville. Parlando delle numerose vocazione nella sua famiglia ha dichiarato: "Abbiamo sempre avuto preti, suore e seminaristi dentro e fuori dalla nostra casa regolarmente [...] non c'è da stupirsi che quattro dei sei figli della mia famiglia abbiano scelto vocazioni religiose e che gli altri due siano rimasti così vicini alla Chiesa come hanno fatto loro".

### Formazione e ministero sacerdotale
Ha frequentato la Tell City High School e poi ha lavorato per diversi anni. Ha ripreso gli studi alla Bellarmine University di Louisville e poi ha conseguito il Bachelor of Arts in business administration presso l'Università di San Tommaso a Saint Paul.
Ha compiuto gli studi ecclesiastici presso il Pontificio collegio americano del Nord e la Pontificia Università Gregoriana dal 1988 al 1992.
Il 27 giugno 1992 è stato ordinato presbitero per l'arcidiocesi di Indianapolis. In seguito è stato vicario parrocchiale della parrocchia di San Barnaba a Indianapolis e direttore associato delle vocazioni sacerdotali dal 1992 al 1993. Nel 1993 è tornato a Roma per studi. Nel 1995 ha conseguito la licenza in teologia spirituale presso la Pontificia Università Gregoriana. Tornato in patria è stato direttore delle vocazioni sacerdotali e parroco delle parrocchie di Sant'Anna a St. Anne e di San Giuseppe a St. Joseph dal 1995 al 1998; parroco della parrocchia di Nostra Signora del Perpetuo Soccorso a New Albany dal 1998 al 2007; vice rettore del Bishop Bruté College Seminary di Indianapolis dal 2007 al 2009; parroco della parrocchia di San Simone Apostolo a Indianapolis dal 2007 al 2008; parroco della parrocchia di San Giovanni Evangelista a Indianapolis dal 2008 al 2009; parroco delle parrocchie di San Paolo a Tell City e di San Marco a St. Mark e vicario foraneo del decanato di Tell City nel 2009.
È stato anche membro del collegio dei consultori e del consiglio presbiterale.

### Ministero episcopale

Stemma di monsignor Etienne come vescovo di Cheyenne.

Stemma di monsignor Etienne come arcivescovo di Anchorage.

Stemma di monsignor Etienne come arcivescovo coadiutore di Seattle.

Il 19 ottobre 2009 papa Benedetto XVI lo ha nominato vescovo di Cheyenne. Ha ricevuto l'ordinazione episcopale il 9 dicembre successivo presso il centro civico di Cheyenne dall'arcivescovo metropolita di Denver Charles Joseph Chaput, co-consacranti l'arcivescovo metropolita di Indianapolis Daniel Mark Buechlein e il vescovo di Green Bay David Laurin Ricken. Durante la stessa celebrazione ha preso possesso della diocesi.
Nel maggio del 2012 ha compiuto la visita ad limina.
Il 4 ottobre 2016 papa Francesco lo ha nominato arcivescovo metropolita di Anchorage. Ha preso possesso dell'arcidiocesi il 9 novembre successivo con una cerimonia nella cattedrale di Nostra Signora di Guadalupe ad Anchorage.
Il 29 aprile 2019 lo stesso pontefice lo ha nominato arcivescovo coadiutore di Seattle. Il 7 giugno successivo è stato accolto in diocesi con una cerimonia nella cattedrale di San Giacomo a Seattle. Il 3 settembre dello stesso anno è succeduto alla medesima sede.
Nel febbraio del 2020 ha compiuto una seconda visita ad limina.
In seno alla Conferenza dei vescovi cattolici degli Stati Uniti è membro del comitato per il budget e le finanze e del comitato per la protezione dei bambini e dei giovani. È anche presidente di Catholic Rural Life e delle Catholic Home Missions.

## Genealogia episcopale e successione apostolica
La genealogia episcopale è:
- Cardinale Scipione Rebiba
- Cardinale Giulio Antonio Santori
- Cardinale Girolamo Bernerio, O.P.
- Arcivescovo Galeazzo Sanvitale
- Cardinale Ludovico Ludovisi
- Cardinale Luigi Caetani
- Cardinale Ulderico Carpegna
- Cardinale Paluzzo Paluzzi Altieri degli Albertoni
- Papa Benedetto XIII
- Papa Benedetto XIV
- Papa Clemente XIII
- Cardinale Marcantonio Colonna
- Cardinale Giacinto Sigismondo Gerdil, B.
- Cardinale Giulio Maria della Somaglia
- Cardinale Carlo Odescalchi, S.I.
- Cardinale Costantino Patrizi Naro
- Cardinale Lucido Maria Parocchi
- Papa Pio X
- Cardinale Gaetano De Lai
- Cardinale Raffaele Carlo Rossi, O.C.D.
- Cardinale Amleto Giovanni Cicognani
- Cardinale Pio Laghi
- Arcivescovo Charles Joseph Chaput, O.F.M.Cap.
- Arcivescovo Paul Dennis Etienne

La successione apostolica è:
- Arcivescovo Andrew Eugene Bellisario, C.M. (2017)
- Vescovo Franklin Raymond Schuster (2022)

## Araldica
| Stemma | Titolare                                   | Descrizione |
|        | Paul Dennis Etienne Arcivescovo di Seattle | Secondo la tradizione araldica ecclesiastica dei paesi anglosassoni, lo stemma del vescovo è impalato con quello della diocesi a simboleggiare la relazione tra l'uomo e l'ufficio che ricopre. Nella parte destra dello scudo (in araldica, destra e sinistra si scambiano dal punto di vista dell'osservatore poiché è consuetudine considerare la parte destra e sinistra dal punto di vista del soldato che teneva in mano il proprio scudo e lo descriveva dal suo punto di vista), troviamo rappresentato lo stemma dell'arcidiocesi di Seattle. Nella parte sinistra dello scudo vi è lo stemma di monsignor Etienne. La spada è un simbolo di San Paolo, il patrono del vescovo, mentre il libro rappresenta le Sacre Scritture e la predicazione. La lettera "M" rappresenta la devozione dell'arcivescovo Etienne per la Beata Vergine Maria. La stella è una rappresentazione della Stella del Nord. Essa rappresenta anche la luce di Cristo come nostra stella guida e ricorda il servizio di monsignor Etienne nell'arcidiocesi di Anchorage. Le onde che separano la parti superiore e inferiore dello stemma rappresenta le acque dell'arcidiocesi oltre a richiamare le acque del battesimo. Come motto ha scelto l'espressione "Veritas in caritate". Lo stemma è completato con gli ornamenti esterni che sono la croce astile, che è posta dietro allo scudo e che si estende sopra e sotto lo scudo, e un cappello chiamato galero con appese dieci nappe in quattro file, su entrambi i lati dello scudo, il tutto in verde. Queste sono le insegne araldiche di un prelato del grado di arcivescovo come stabilito dalla Santa Sede del 31 marzo 1969. Lo stemma è opera di Paul J. Sullivan, un diacono della diocesi di Providence. |